# Jean-Charles Pichegru
Jean-Charles Pichegru (1761-1804) a fost un general francez, unul dintre cei mai importanți comandanți militari ai războaielor revoluției. Angajat ca simplu soldat în regimentul de artilerie de la Metz, ia parte la războiul de independență american. La izbucnirea Revoluției, Pichegru avea gradul de sergent major, dar meritocrația revoluționară îl propulsează rapid: locotenent-colonel în octombrie 1792, retrogradat ulterior la gradul de căpitan pe 23 martie 1793, este din nou promovat și devine general de brigadă pe 22 august 1793 și general de divizie o zi mai târziu. Face carieră îndeosebi în Armata Rinului, al cărei comandant devine pe 2 octombrie 1793, câștigând bătăliile de la Zorn și Wissembourg. Ca atare, pe 6 ianuarie 1794, primește comanda armatelor Nordului și din Ardennes, câștigând o serie impresionantă de victorii, cucerind Olanda și capturând flota acestei țări, prinsă în ghețuri la Texel. După ce i se încredințează comanda unei noi armate, a Rinului și Mosellei, cucerește Mannheim. Cu toate acestea, este contactat de un agent regalist și acceptă să trădeze în favoarea partidei regaliste din exil, fapt ce îl privează de comanda armatei sale. Cu toate acestea, este ales deputat în Consiliul celor Cinci-Sute, dar este proscris după lovitura de stat din 1797, și deportat într-o închisoare din Guyana franceză, de unde evadează, ajungând la Londra. Participă la conspirația ce urmărea asasinarea Primului Consul Bonaparte, întorcându-se în secret în Franța. Capturat și întemnițat la Temple, Pichegru este găsit mort în celulă, spânzurat cu cravata sa neagră, existând atât ipoteza unui asasinat, cât și cea a sinuciderii. În ciuda trădării, numele său este înscris pe Arcul de Triumf din Paris. 